# Aghvan Grigoryan
Aghvan Grigoryan (en armenio: Աղվան Գրիգորյան; Guiumri, 1 de febrero de 1969) es un halterófilo retirado armenio que compitió en los Juegos Olímpicos de Atlanta 1996. Fue abanderado de su país y es el primer deportista olímpico en portar la bandera de Armenia en unos Juegos Olímpicos de verano.
Actualmente trabaja como entrenador para la Federación Australiana de Halterofilia en Victoria (Australia).